# Беарн (виконтство)
Виконтство Беарн (фр. Béarn, оксит. Bearn/Biarn, баск. Biarno) — феодальное образование в южной Франции в исторической гасконской провинции Беарн, существовавшее с IX века до 1607 года. Столицей первоначально был Морла, позже стал По.

## История

### Образование
Виконтство Беарн было образовано в IX веке, выделившись из Васконского герцогства. Хартия Алаона сообщает, что у герцога Васконии Лупа III Сантюля было 2 сына: Сантюль Луп и Донат Луп (ум. 838/865). Аббат Монлезён в своей «Истории Гаскони» писал, что сын императора Людовика Благочестивого король Аквитании Пипин I, в подчинении которого находилась Васкония, предпринял поход против Лупа III Сантюля, в результате чего он был свергнут и отправлен в изгнание, а двое его сыновей получили некоторую часть отцовских владений. Сантюль Луп получил Беарн, став родоначальником Беарнского дома, а Донат Луп — графство Бигорр, став родоначальником Бигоррского дома.
Однако, поскольку существуют серьёзные сомнения в достоверности Хартии Алаона, то существуют сомнения в таком происхождении Беарнского и Бигоррского домов. Сеттипани считает, что у Лупа III был единственный сын Луп, который был отцом графа Пальярса и Рибагорсы Рамона I, Унифреда, Дадильдис, жены короля Памплоны Гарсии II Хименеса, и, возможно, Доната Лупа, графа Бигорра. Что до Сантюля, родоначальника Беарнского дома, Сеттипани хотя и указывает на родство его с Гасконским домом, но сомневается в его происхождении от Лупа III. Сейчас образование виконтства Беарн на основании нескольких актов о пожертвовании собственности монастырям относят к более позднему времени — к 864—880 году.

### Первая династия
Виконты Беарна были вассалами герцогов Гаскони. О первых виконтах Беарна известно очень мало, а существование некоторых подвергается сомнению, поскольку они известны только по Хартии Алаона. Только в начале X века в одном из актов упоминается виконт Сантюль II (ум. ок. 940). Один из его потомков, Сантюль IV Старый (ум. 1058) значительно расширил свои владения, посредством брака присоединив соседнее виконтство Олорон. Также вёл многочисленные войны со своими соседями. Наследовавший ему внук, Сантюль V Молодой (ум. 1090), увеличил самостоятельность Беарна. После присоединение Гаскони к герцогству Аквитания Сантюль формально стал вассалом герцога Аквитании, однако герцоги, нуждаясь в его поддержке, передали ему виконтство Акс, а также сеньории Орт и Сали, а также освободили его от вассальной зависимости. При этом Сантюль чеканил деньги в своей столице Морла, имел право созывать рыцарей в Беарне. Кроме того Сантюль был сторонником грегорианской реформы католической церкви, что обеспечило ему поддержку папского престола. В 1080 году он вторым браком женился на наследнице графства Бигорр, благодаря чему присоединил его к своим владениям. Также был присоединён и Монтане. Поддерживая дружеские отношения с королями Арагона, Сантюль принял участие в Реконкисте. В 1090 году он возглавлял беарнскую армию, отправившуюся в Арагон для того, чтобы помочь в осаде Уэски, однако по дороге был предательски убит.
После смерти Сантюля его владения были разделены. Бигорр унаследовал его старший сын от второго брака, Бернар III, а Беарн оказался под управлением сына от первого брака, Гастона IV (ум. 1131). При этом в отличие от графов Бигорра, считавшихся вассалами королей Арагона, Гастон продолжал оставаться независимым правителем. Он принял участие в первом крестовом походе в составе окситанской армии, возглавляемой графом Тулузы Раймундом IV де Сен-Жиль. В этом походе он играл заметную роль, получив из-за этого прозвище Крестоносец. Также он продолжил союзническую политику отца по отношению к Арагону. Он женился на арагонской инфанте и участвовал в войнах короля Альфонсо I Арагонского против мавров. В 1110 году он помогал арагонцам в борьбе против эмиров Сарагосы, получив за это титул сеньора Барбастро, а в 1118 году принял деятельное участие в захвате их столицы, получив за это титул сеньора Сарагосы и пэра Арагонской короны. Однако перед смертью он завещал свои арагонские владения ордену Тамплиеров.
Сын и наследник Гастона, Сантюль VI, также участвовал в Реконкисте, однако в 1134 году он погиб, не оставив наследников, после чего Беарн унаследовала его сестра Жискарда.

### Беарн под управлением династий Габарре и Монкада
Жискарда была замужем за Пьером II, виконтом де Габарре (де Габардан), род которого также выводили из Гасконского дома. Пьер умер до 1134 года, так что виконтом был признан Пьер, сын Пьера II и Жискарды. Поскольку он в это время был ещё несовершеннолетним, то Беарном первоначально управляли (как регенты) Талеза Арагонская, мать Жискарды (по крайней мере до 1136 года) и сама Жискарда. Только в 1147 году Пьер был признан совершеннолетним, после чего Жискарда отошла от управления. При этом Беарн увеличился за счёт присоединения унаследованных от отца Пьера виконстств Габарре (Габардан) и Брюлуа. В 1148 году он принял участие во втором крестовом походе. Как и его предшественники, Пьер участвовал в Реконкисте вместе с королями Арагона. Он вместе с Рамоном Беренгером IV, графом Барселоны и фактическим королём Арагона участвовал в завоевании Тортосы, Лериды и Фраги. После этого Пьер обменял Рамону Беренгеру Уэску на Фрагу. Пьер умер в 1153 году, оставив малолетних сына, Гастона V, ставшего виконтом, и дочь Марию. До смерти в 1154 году Беарном от имени внука управляла Жискарда, после смерти которой опекуном стал Рамон Беренгер IV.
Гастон V умер в 1170 году, не оставив детей. Его сестра стала наследницей брата, но по закону женщина не могла непосредственно управлять Беарном. Несмотря на это король Арагона Альфонс II признал Марию виконтессой Беарна, Габардана и Брюлуа, она же принесла вассальную присягу королю, после чего бывшие до этого фактически независимыми виконты Беарна стал вассалами Арагонской короны. Ещё раньше Альфонс выбрал мужем для Марии каталонского дворянина Гиллема (Гильома) де Монкада, который должен был получить титул виконта. Но беарнцы отказались признать Гиллема виконтом и восстали. Согласно позднейшей легенде они выбрали своим сеньором дворянина из Бигорра по имени Теобальд, однако вскоре он отказался соблюдать законы Беарна и был в том же году казнён. На смену ему был выбран овернский дворянин по имени Сентож, который, однако, также был казнён в 1173 году. Однако документального подтверждения существования этих двух виконтов не существует и, возможно, они являются изобретением позднейших хронистов.
Гиллем попытался собрать армию для завоевания Беарна силой, однако это у него сделать не получилось. В 1173 году Мария удалилась в монастырь, а виконтом был признан старший из её двух малолетних сыновей, Гастон VI. Во время его малолетства Беарном управляли назначенные королём Арагона регенты, однако об этом периоде известно очень мало. Гастон был объявлен совершеннолетним в 1187 году. Тогда же он в Уэске принёс вассальную присягу за Беарн королю Арагона, в то время как Габардан и Брюлуа были признаны вассальными владениями от герцогства Аквитанского. Гастону удалось наладить отношения с гасконскими сеньорами. Позже он оказался вовлечён на стороне Арагона в борьбу между королями Арагона и графами Тулузы за Прованс, из-за чего не принимал участие в третьем крестовом походе. В 1194 году он прекратил многолетнюю вражду между Беарном и виконтством Дакс, начатой ещё при Сантюле IV. При этом он обменял небольшие владения Микс и Остабарре на Ортез. В 1196 году он также заключил мир с виконтом Суля. В том же году он женился на Петрониле, наследнице графства Бигорр и виконтства Марсан.
В 1208 году был объявлен крестовый поход против катаров. Во владениях Гастона не было катар. Однако после того, как Симон де Монфор захватил владения многих окситанских дворян, вассалов короля Арагона Педро II, тот решил вмешаться. В 1211 году Гастон напал на Симона, однако это имело катастрофические последствия. Он был лишён аквитанского виконтства Брюлуа, захваченного крестоносцами, а папа отлучил его от церкви, объявив его владения лишёнными сеньора. Только после того, как 12 сентября 1213 года в битве при Мюре погиб Педро II Арагонский, Гастон, который не успел присоединиться к армии Педро и, по этой причине, в битве не принимавший участие, принёс покаяние папе, который снял с него отлучение. Также Гастону было возвращено Брюллуа.
Гастон умер в 1214 году, не оставив детей. Бигорр и Марсан остались во владении его вдовы Петронилы. А Беарн, Габардан и Брюлуа унаследовал брат Гастона, Гильом Раймон I, владевший при жизни брата сеньориями Монсада и Кастельвьель. Он был отлучён от церкви в 1194 году за убийство епископа Таррагоны. Для того, чтобы его права на Беарн были признаны, он был вынужден совершить паломничество в Рим и принести там покаяние, дав обещание принять участие в крестовом походе. Однако совершить поход он так и не смог, поскольку был занят в Беарне и своих каталонских владениях. Он умер в 1224 году, оставив наследником малолетнего сына Гильома II. Он участвовал в завоевании Балеарских островов. При нём же начинается постепенный выход Беарна из сферы влияния арагонских королей. Он погиб в 1229 году на Мальорке, его наследником стал малолетний сын Гастон VII.
Гастон был храбрым и воинственным правителем, одним из самых могущественных феодалов в Гаскони, не раз воевавший на стороне королей Франции против англичан, в чьих руках в итоге оказалась Аквитания и Гасконь. Посредством брака он присоединил виконтство Марсан. У него не было сыновей, только 4 дочери. Старшая, Констанция, после смерти матери унаследовала Марсан. Первоначально он завещал Беарн второй дочери, Маргарите, выданной замуж за Роже Бернара III, графа де Фуа. Однако в конце жизни переменил решение, завещав Беарн третьей дочери Мате, жене могущественного Жеро VI, графа д'Арманьяк. А перед самой смерти он опять изменил завещание в пользу старшей дочери Констанции.
Гастон VII умер в 1290 году. Констанция, не имевшая детей, завещала Беарн Маргарите. Воспользовавшись этим, её муж, Роже Бернар, сразу же захватил Беарн, что вызвало жалобу епископа Лескара, однако король Франции, нуждавшийся в помощи графа де Фуа в борьбе против англичан, не стал препятствовать Роже Бернару, ограничившись конфискацией замков Лордат и Монреаль, а также обещанием графа 2 года воевать в Святой земле. Однако обещание выполнено не было, поскольку после падения Сен-Жан-д'Акр в 1291 году французы были вынуждены покинуть Палестину. Права на Беарн у Роже Бернара оспорил граф Бернар VI д'Арманьяк, сын графа Жеро VI и Маты, младшей сестры Маргариты. В 1293 году дело дошло до судебного поединка в Жизоре, предотвращённого лишь личным вмешательством короля. Этот конфликт в итоге перерос в настоящую войну, которая, то утихая из-за малолетства глав обоих домов, то разгораясь вновь, продолжалась практически весь XIV век — 89 лет.
С этого момента виконтства Беарн и Габордан оказались объединены с графством Фуа.

## Список виконтов Беарна
Беарнский дом (IX век—1154)

Герб виконтов Беарна

- ??? — ???: Сантюль Луп, виконт де Беарн
- ??? — ???: Сантюль I, виконт де Беарн, сын (?) предыдущего
- ??? — ок. 905: Луп Сантюль (ум. ок. 905), виконт де Беарн, сын предыдущего
- ок. 905 — ок. 940: Сантюль II (ум. ок. 940), виконт де Беарн с ок. 905, сын предыдущего
- ок. 940 — ок. 980: Гастон I (ум. ок. 980), виконт де Беарн с ок. 940, сын предыдущего
- ок. 980 — ок. 1004: Сантюль III (ум. ок. 1004), виконт де Беарн с ок. 980, виконт д'Олорон (Сантюль I) с 1002, сын предыдущего
- ок. 1004 — до 1022: Гастон II (ум. до 1022), виконт де Беарн с ок. 1004, сын предыдущего
- до 1022—1058: Сантюль IV Старый (ум. 1058), виконт де Беарн с до 1022, виконт д’Олорон (Сантюль II) с ок. 1045, сын предыдущего
  - 10??—1054: Гастон III (ум. 1054), виконт де Беарн (соправитель отца), сын предыдущего
- 1058—1090: Сантюль V Молодой (ум. 1090), виконт де Беарн с 1058, граф де Бигорр с 1080, виконт д’Акс, сеньор Орта и Сали, сын предыдущего
- 1090—1131: Гастон IV Крестоносец (ум. 1131), виконт де Беарн с 1090, сеньор Барбастро с 1110/1113, сеньор Сарагосы с 1118, сын предыдущего
- 1131—1134: Сантюль VI (ум. 1134), виконт де Беарн с 1130, сын предыдущего
- 1134—1154: Жискарда (ум. 1154), виконтесса де Беарн с 1134, сестра предыдущего
муж: Пьер II (ум. 1118/1134), виконт де Габарре (Габардан) с 1097

Дом Габарре (1154—1171)
- 1134—1153: Пьер II (ум. 1150), виконт де Габарре (Габардан) (Пьер III) и де Брюлуа с 1118/1134, виконт де Беарн с 1134, сын предыдущей
- 1153—1170: Гастон V (ум. 1170), виконт де Беарн, де Габардан и де Брюлуа с 1153, сын предыдущего
- 1170—1173: Мария (ум. 1186), виконтесса де Беарн, де Габардан и де Брюлуа 1170—1173, сестра предыдущего
муж: Гиллем (Гильом) де Монкада (ум. 1172)

Дом Монкада (1171—1310)
- 1171—1172: Гильом I де Монкада (ум. 1172), сеньор де Монкада и Вик (Гиллем II), виконт Беарна с 1172
- 1173—1214: Гастон VI (1165—1214), виконт де Беарн, де Габардан и де Брюлуа с 1173, граф Бигорра и виконт де Марсан с 1196, сын предыдущего
- 1214—1224: Гильом Раймон I (1166—1224), сеньор Монкада с 1173, сеньор Кастельвьеля, виконт де Беарн, де Габардан и де Брюлуа с 1214, брат предыдущего
- 1224—1229: Гильом II (ок. 1185—1229), виконт де Беарн, де Габардан и де Брюлуа с 1224, сын предыдущего
- 1229—1290: Гастон VII (1225—1290), виконт де Беарн, де Габардан и де Брюлуа с 1229, виконт де Марсан 1251—1270/1273, сын предыдущего
- 1290—1310: Маргарита (ок. 1245/1250 — после 1310), виконтесса де Беарн, де Габардан и де Брюлуа 1290—1310, дочь предыдущего
муж: Роже Бернар III де Фуа (ок. 1240—1302)

Дом Фуа-Беарн (1302—1412)

Герб объединённого графства Фуа и виконтства Беарн

- 1290—1302: Роже Бернар I де Фуа (ок. 1240—1302), граф де Фуа (Роже Бернар III) с 1265, виконт де Кастельбон и де Сердань с 1260, сеньор Андорры 1260—1278, князь-соправитель Андорры с 1278, виконт де Беарн и де Габардан с 1290, муж предыдущей
- 1302—1315: Гастон VIII (1287—1315), граф де Фуа (Гастон I), виконт де Беарн, де Габардан и де Кастельбон, князь-соправитель Андорры с 1302, виконт де Марсан с 1310, сын предыдущего
- 1315—1343: Гастон IX (1308—1343), граф де Фуа (Гастон II), виконт де Беарн, де Габардан и де Марсан, князь-соправитель Андорры с 1315, сын предыдущего
- 1343—1391: Гастон X Феб (1331—1391), граф де Фуа, виконт де Беарн, де Марсан и де Габардан, князь-соправитель Андорры с 1343, сын предыдущего
- 1391—1398: Матье (после 1363—1398), виконт де Кастельбон с 1381, граф де Фуа, виконт де Беарн, де Марсан и де Габардан, князь-соправитель Андорры с 1343, правнук Гастона I
- 1398—1412: Изабелла (до 1361—1428), графиня де Фуа, виконтесса де Беарн, де Марсан и де Габардан 1398—1412, виконтесса де Кастельбон 1400—1412, сестра предыдущего
муж: Аршамбо де Грайи (ум. 1412)

Дом Фуа-Грайи (1412—1517)

Герб объединённых графств Фуа, Бигорр и виконтства Беарн

- 1398—1412: Аршамбо де Грайи (ум. 1412), капталь де Бюш, сеньор де Грайи, граф де Бенож с 1369, граф де Фуа, виконт де Беарн, де Марсан и де Габардан, князь-соправитель Андорры с 1398, виконт де Кастельбон с 1400, муж предыдущей
- 1412—1436: Жан I (1382—1436), граф де Фуа, виконт де Беарн, де Марсан, де Габардан и де Кастельбон, князь-соправитель Андорры с 1412, граф де Бигорр с 1425, сын предыдущего
- 1436—1472: Гастон XI (1423—1472), граф де Фуа (Гастон IV) и де Бигорр, виконт де Беарн, де Марсан, де Габардан с 1436, виконт де Кастельбон 1425—1462, виконт де Нарбонн 1447—1468, пэр Франции с 1458, сын предыдущего
- 1472—1483: Франциск (Франсуа) Феб (1467—1483), король Наварры с 1479, граф де Фуа и де Бигорр, виконт де Беарн, де Марсан, де Габардан и пэр Франции с 1472, внук предыдущего
- 1483—1517: Екатерина (1470—1517), королева Наварры, графиня де Фуа и де Бигорр, виконтесса де Беарн, де Марсан, де Габардан с 1483, сестра предыдущего
муж: Жан д’Альбре (ок. 1469—1516), король Наварры

Альбре (1517—1572)

Герб королей Наварры из дома Альбре

- 1517—1555: Генрих I (1503—1555), король Наварры (Генрих II) с 1517, граф Перигора и виконт Лиможа с 1516, граф де Фуа и де Бигорр, виконт де Беарн и де Марсан с 1517, сеньор д’Альбре с 1522, герцог д’Альбре с 1550, граф д’Арманьяк с 1527, сын предыдущей
- 1555—1572: Жанна (1528—1572), королева Наварры (Хуанна III), графиня де Фуа и де Бигорр, виконтесса де Беарн и де Марсан, герцогиня д’Альбре с 1550, дочь предыдущего

Бурбоны (1572—1607)
- 1572—1607: Генрих II де Бурбон (1553—1610), король Наварры (Генрих III), граф де Фуа и де Бигорр, виконт де Беарн и де Марсан, герцог д’Альбре с 1572, король Франции (Генрих IV) с 1589, сын предыдущей